# Улица Айвазовского (Москва)
Улица Айвазо́вского (с 1978 года) — улица в Юго-Западном административном округе города Москвы на территории района Ясенево. Расположена между Севастопольским проспектом и Литовским бульваром. Нумерация домов ведётся от Севастопольского проспекта. Бывший проектируемый проезд № 5250 (часть).

## Происхождение названия
Названа 11 октября 1978 года в честь художника И. К. Айвазовского.

## Здания и сооружения
В межмагистральной зоне:
- православный Храм Покрова Пресвятой Богородицы в Ясеневе (строительство началось осенью 2008 года)

### по нечётной стороне
- Дом 1а — Сбербанк, Донское отделение, Филиал № 7813/01442
- Дом 5, корпус 1 — Жилое здание

### по чётной стороне
- Дом 6, корпус 2 — Детский сад № 1209
- Дом 6, корпус 3 — Детский сад № 1376, Частная школа «Ренессанс НОУ»
- Дом 8, корпус 2 — ДЕЗ Ясенево, Инженерная служба, Абонентский отдел, Паспортный стол

## Транспорт
Ближайшая к улице Айвазовского станция метро — «Ясенево». По улице проходят автобусы 264 (только в сторону Соловьиного проезда), 261, 648, с14, с977, т85.